# Metacity
Metacity è il window manager usato di default in GNOME fino alla versione 2.32 (in seguito spesso sostituito da Mutter). Lo sviluppo di Metacity è nato dall'idea di Havoc Pennington ed è distribuito sotto GNU General Public License.
Prima che Metacity fosse introdotto in GNOME 2.2, GNOME ha usato Enlightenment e Sawfish come window managers. Anche se Metacity è sviluppato dal team di GNOME, ed è progettato per integrarsi nel desktop GNOME, non ha bisogno di GNOME per essere eseguito, e lo stesso GNOME non ha bisogno di Metacity, dato che può usare altri window managers.
Metacity è sviluppato con le GTK+, cosa che lo rende simile a tutte le altre applicazioni GNOME native.

## Integrazione Desktop
Nonostante la mancanza di una documentazione appropriata, per Metacity sono stati creati molti temi grafici. Un gran numero di questi temi può essere scaricato dal sito ufficiale degli artwork GNOME. Il tema più popolare è Clearlooks, che è il tema di default in GNOME dalla versione 2.12.

## Controversie
Metacity, diversamente dai precedenti window managers di GNOME, ha poche opzioni di configurazione, e la sua scelta come window manager di default ha suscitato molte controversie. Coloro che sono in favore di Metacity sostengono che GNOME è indirizzato a un pubblico di neofiti, e quindi non ha bisogno di tante opzioni come Sawfish o Enlightenment. Havoc Pennington ha scritto un articolo sul perché abbia creato Metacity così povero di opzioni e semplificato per GNOME. Coloro invece che sono contro accusano Metacity di aver sacrificato la flessibilità delle applicazioni UNIX a favore della eccessiva semplicità. Questo ha fatto sì che si sviluppassero degli add-ons come Devil's Pie e Brightside.